# Sternstunden der Menschheit

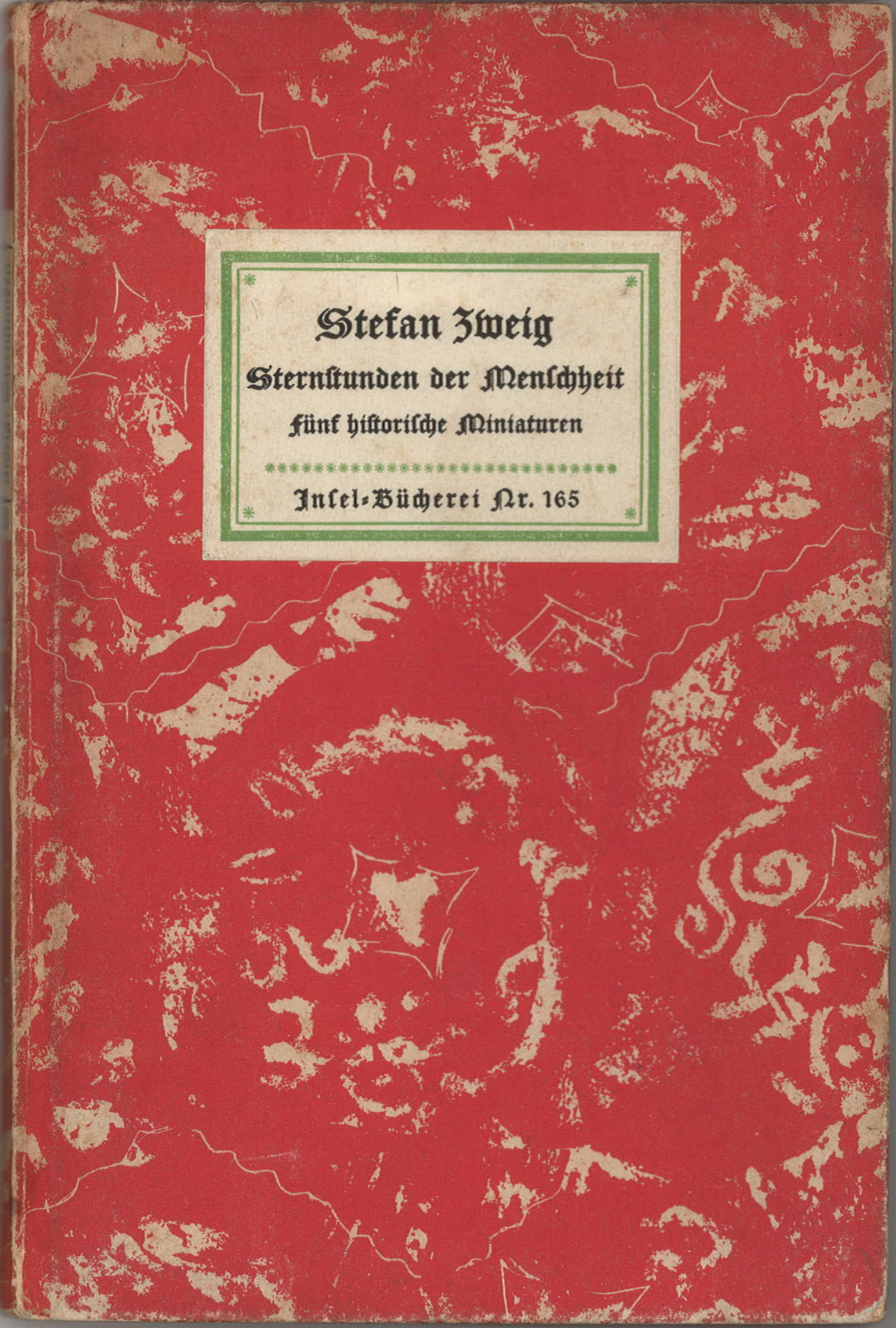
Stefan Zweig: Sternstunden der Menschheit, Insel Verlag, Leipzig 1927 (Erstauflage, IB 165/2)

Sternstunden der Menschheit ist eine Sammlung von zunächst fünf und zuletzt vierzehn historischen Miniaturen, verfasst von Stefan Zweig, die von historischen Begebenheiten erzählen, deren Auswirkungen die Geschichte der Menschheit verändert haben. Die Texte sind keine historischen Analysen, sondern novellistisch zugespitzte Erzählungen, in deren Mittelpunkt jeweils eine biografisch überhöhte Person steht. Zweig schreibt erläuternd im Vorwort:

„Solche dramatisch geballten, solche schicksalsträchtigen Stunden, in denen eine zeitüberdauernde Entscheidung auf ein einziges Datum, eine einzige Stunde und oft nur eine Minute zusammengedrängt ist, sind selten im Leben eines Einzelnen und selten im Laufe der Geschichte. […] Ich habe sie so genannt, weil sie leuchtend und unwandelbar wie Sterne die Nacht der Vergänglichkeit überglänzen.“

Die Sammlung veröffentlichte Stefan Zweig mit fünf Miniaturen als Nummer 165/2 der Insel-Bücherei im Leipziger Insel Verlag Ende 1927, wo sie in dieser Form noch aktuell (2024) im Verlagsprogramm präsent ist.

## Gliederung
Die in der Insel-Bücherei als Nr. 165/2 mit dem Titelzusatz Fünf historische Miniaturen erschienene Erstausgabe aus dem Jahr 1927 enthielt nur fünf Texte:
| Nr. | Titel                       | Inhalt | Jahr |
| --- | --------------------------- | --- | ---- |
| 1   | Die Weltminute von Waterloo | Marschall Grouchys Entscheidung, Napoléon nicht zu Hilfe zu kommen (Schlacht bei Wavre)                                                | 1815 |
| 2   | Die Marienbader Elegie      | Goethes unerfüllte Liebe zu Ulrike von Levetzow                                                                                        | 1823 |
| 3   | Die Entdeckung Eldorados    | Erschließung großer Teile Kaliforniens durch Johann August Sutter und Zerstörung seines Besitzes und Lebenswerkes durch den Goldrausch | 1848 |
| 4   | Heroischer Augenblick       | Fjodor Dostojewskis Begnadigung vor seiner geplanten Hinrichtung                                                                       | 1849 |
| 5   | Der Kampf um den Südpol     | Robert Scotts gescheiterte Südpol-Expedition                                                                                           | 1912 |

Postum, nach Stefan Zweigs Tod im Februar 1942, kamen 1943 die folgenden sieben Texte hinzu:
| Nr. | Titel                                | Inhalt                                                                                               | Jahr |
| --- | ------------------------------------ | --- | ---- |
| 1   | Flucht in die Unsterblichkeit        | Entdeckung des Pazifiks durch Balboa                                                                 | 1513 |
| 2   | Die Eroberung von Byzanz             | Belagerung von Konstantinopel und Eroberung durch die Osmanen                                        | 1453 |
| 3   | Georg Friedrich Händels Auferstehung | Entstehung des Oratoriums Messias                                                                    | 1741 |
| 4   | Das Genie einer Nacht                | Rouget de Lisle komponiert die Marseillaise                                                          | 1792 |
| 5   | Das erste Wort über den Ozean        | Verlegung des ersten Transatlantischen Kabels auf Initiative des New Yorker Kaufmanns Cyrus W. Field | 1858 |
| 6   | Die Flucht zu Gott                   | Leo Tolstois Tod                                                                                     | 1910 |
| 7   | Der versiegelte Zug                  | Lenins Rückkehr nach Russland                                                                        | 1917 |

In den heutigen Ausgaben sind zwei weitere Texte zu finden, die auch bereits in einer englischen Ausgabe von 1940 enthalten waren:
| Nr. | Titel                             | Inhalt                                                                                                  | Jahr       |
| --- | --------------------------------- | --- | ---------- |
| 1   | Cicero (The Head on the Rostrum)  | Marcus Tullius Ciceros Einsatz für die Wiederherstellung der Republik nach der Ermordung Cäsars         | 43 v. Chr. |
| 2   | Wilson versagt (Wilson’s Failure) | Scheitern des US-Präsidenten Woodrow Wilson bei den Verhandlungen um den Friedensvertrag von Versailles | 1919       |

Die Miniaturen sind in der Regel novellenartig aufgebaut und verstehen sich nicht als historische Analysen, sondern als die zugespitzte Darstellung von Ereignissen, in denen sich eine historische Persönlichkeit zu bewähren hat. Nicht immer bleibt Zweig dabei der historischen Faktenlage treu, sondern ordnet diese im Zweifelsfall seinem heroischen Geschichtsbild unter.
Von der Novellenform weichen zwei Texte ab: Heroischer Augenblick ist als dramatisches Gedicht geschrieben, Die Flucht zu Gott als ein Epilog zu Und das Licht scheinet in der Finsternis, einem Dramafragment Tolstois.

## Inhalt

### Die Weltminute von Waterloo
- Untertitel: Napoleon
- Datum: 18. Juni 1815

Gliederung
1. Grouchy
2. Die Nacht in Caillou
3. Der Morgen von Waterloo
4. Der Fehlgang Grouchys

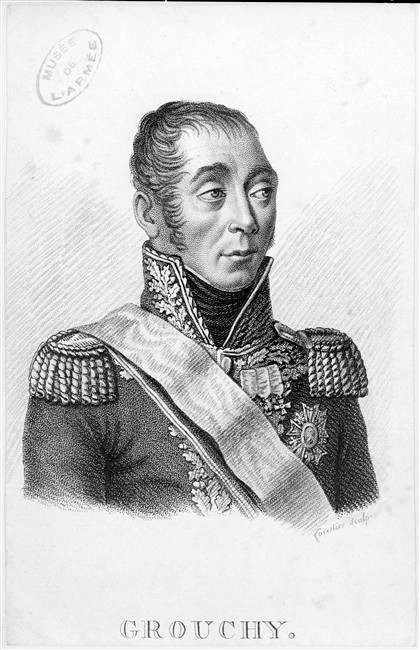
Emmanuel de Grouchy

5. Weltgeschichte in einem Augenblick
6. Der Nachmittag von Waterloo
7. Die Entscheidung
8. Rücksturz ins Tägliche

Marschall Emmanuel de Grouchys vergeblicher Versuch, Napoléon Bonaparte zu Hilfe zu kommen, ist der Moment am 18. Juni 1815, als sich Grouchy stur an seine Befehle hielt, statt kühn loszureiten und Napoléon zu retten.
Er befolgte wie befohlen seinen Auftrag, den preußischen Generalfeldmarschall Gebhard Leberecht von Blücher zu verfolgen und eilte nicht nach Waterloo, wo Kanonendonner zu hören war. So kam er dem bedrängten Napoléon nicht zur Hilfe und suchte Blücher vergebens, der schon längst in Waterloo eingetroffen war.
Der Schriftsteller Arnold Bauer schreibt in seiner Zweig-Biografie zu dieser Miniatur:

„Eine vergleichsweise unbedeutende Episode, wie das Versagen Grouchys als Kommandeur der französischen Nachhut, wird vom Dichter als auslösende Schicksalslawine von Napoleons Untergang gedeutet (als ob nicht das Ende Napoleons bereits durch die europäischen Machtverhältnisse besiegelt gewesen wäre).“

### Die Marienbader Elegie

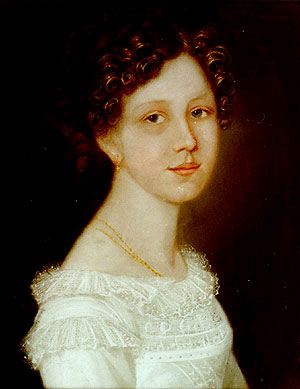
Ulrike von Levetzow

- Untertitel: Goethe zwischen Karlsbad und Weimar
- Datum: 5. September 1823

Die Marienbader Elegie ist ein Liebesgedicht, welches Goethes unerfüllte Liebe zu Ulrike von Levetzow behandelt.
Die Geschichte beginnt mit Goethe in der Kutsche zwischen Karlsbad und Weimar am 5. September 1823. Diese späte Liebe Goethes mit Mitte 70 kann als Scheitelpunkt seines Schaffens bezeichnet werden, die ihn zu seinem Alterswerk animierte.
Mir ist das All, ich bin mir selbst verloren,
Der ich noch erst den Göttern Liebling war;
Sie prüften mich, verliehen mir Pandoren,
So reich an Gütern, reicher an Gefahr;
Sie drängten mich zum gabeseligen Munde,
 Sie trennen mich, und richten mich zugrunde.
(Auszug aus der Marienbader Elegie)

### Die Entdeckung Eldorados

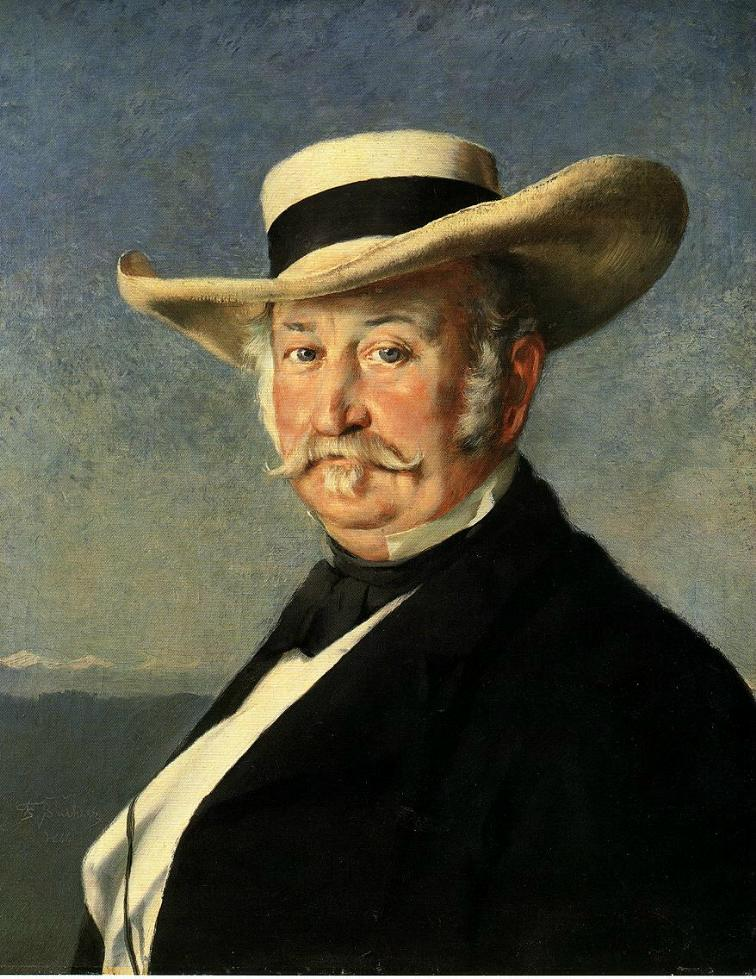
Johann August Sutter

- Untertitel: J. A. Suter [sic], Kalifornien
- Datum: Januar 1848

Gliederung
1. Der Europamüde
2. Der Marsch nach Kalifornien
3. Neu-Helvetien
4. Der verhängnisvolle Spatenstich
5. Der Rush
6. Der Prozess
7. Das Ende

Dieses Kapitel handelt von der Erschließung großer Teile Kaliforniens durch Johann August Sutter und die Zerstörung seines Besitzes durch den Kalifornischen Goldrausch.
Beim Bau der Sägemühle Sutter’s Mill im Januar 1848 finden Arbeiter um James W. Marshall Gold im Sand der Baugrube. Eigentlich gehört Sutter alles Land rund um den Fundort, doch werden seine Rechte von den aus den ganzen USA hinzuströmenden Goldsuchern ignoriert.
Sutter verliert alles und verarmt völlig. Ihm gelingt zwar vor Gericht die Durchsetzung eines Rechtsanspruches auf Schadenersatz, aber zu dessen tatsächlicher Erfüllung kommt es nie.
In der ersten Fassung der Ausgabe der Insel-Bücherei (IB 165/2) führte Zweig eine Mitgliedschaft Sutters in der Herrnhuter Brüdergemeine im Rahmen seiner Gerichtsverfahren an, der er seine Ansprüche vermacht haben soll. Zweig hatte diesen Umstand ungeprüft dem 1925 erschienenen Werk L’or, La merveilleuse histoire du général August Suter von Blaise Cendrars entnommen. Nach dem zutreffenden Hinweis der Gemeinde, dass Sutter zu keinem Zeitpunkt Gemeindemitglied war, wurde die Passage auf Seite 45 der IB-Ausgabe ab 1929 (101.–130.) berichtigt. Kurioserweise tauchte die unrichtige Angabe in den drei Nachkriegsauflagen im Leipziger Verlagshaus von 1948, 1952 und 1953 sowie den Wiesbadener Ausgaben von 1949 bis 1952 erneut auf. Erst ab dem 457. Tausend aus Wiesbaden verblieb es bis zur aktuellen Ausgabe der Insel-Bücherei im Jahre 2023 bei der korrigierten Fassung.

### Heroischer Augenblick

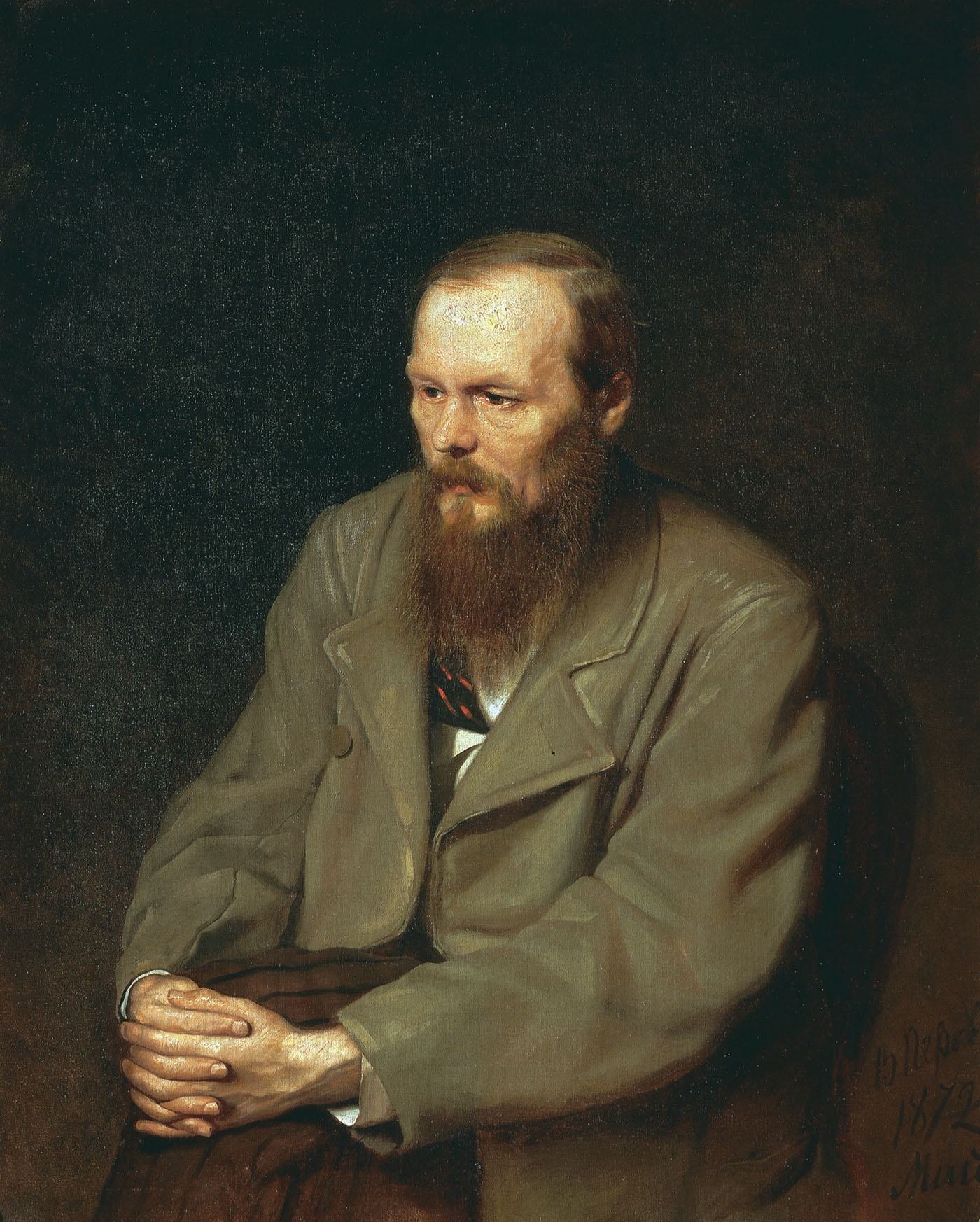
Fjodor Dostojewski, 1872

- Untertitel: Dostojewski, Petersburg, Semenowskplatz
- Datum: 22. Dezember 1849

Heroischer Augenblick handelt von Fjodor Dostojewskis Begnadigung vor seiner geplanten Hinrichtung.
Zweig beschreibt Dostojewskis Verhaftung:
Nachts haben sie ihn aus dem Schlaf gerissen,
Säbel durchklirren die Kasematten.
Stimmen befehlen; im Ungewissen
Zucken gespenstisch drohende Schatten.
Dostojewski steht auf dem Semenowskplatz in Sankt Petersburg bereits vor dem Erschießungskommando, als das Todesurteil in letzter Sekunde durch Zar Nikolaus I. zu vier Jahren Verbannung und Zwangsarbeit in Sibirien, mit anschließender Militärdienstpflicht abgewandelt wird.
Durch die Begnadigung konnte Dostojewski seine Werke schreiben und seinen Einfluss auf die Literatur ausüben. Zweig vergleicht diese Grenzerfahrung mit der Situation Jesu am Kreuz:
Und ihm wird klar,
Dass er in dieser einen Sekunde
Jener andere war,
Der vor tausend Jahren am Kreuze stand,
 Und dass er, wie Er,
 Seit jenem brennenden Todeskuss
 Um des Leidens das Leben liebhaben muss.

### Der Kampf um den Südpol

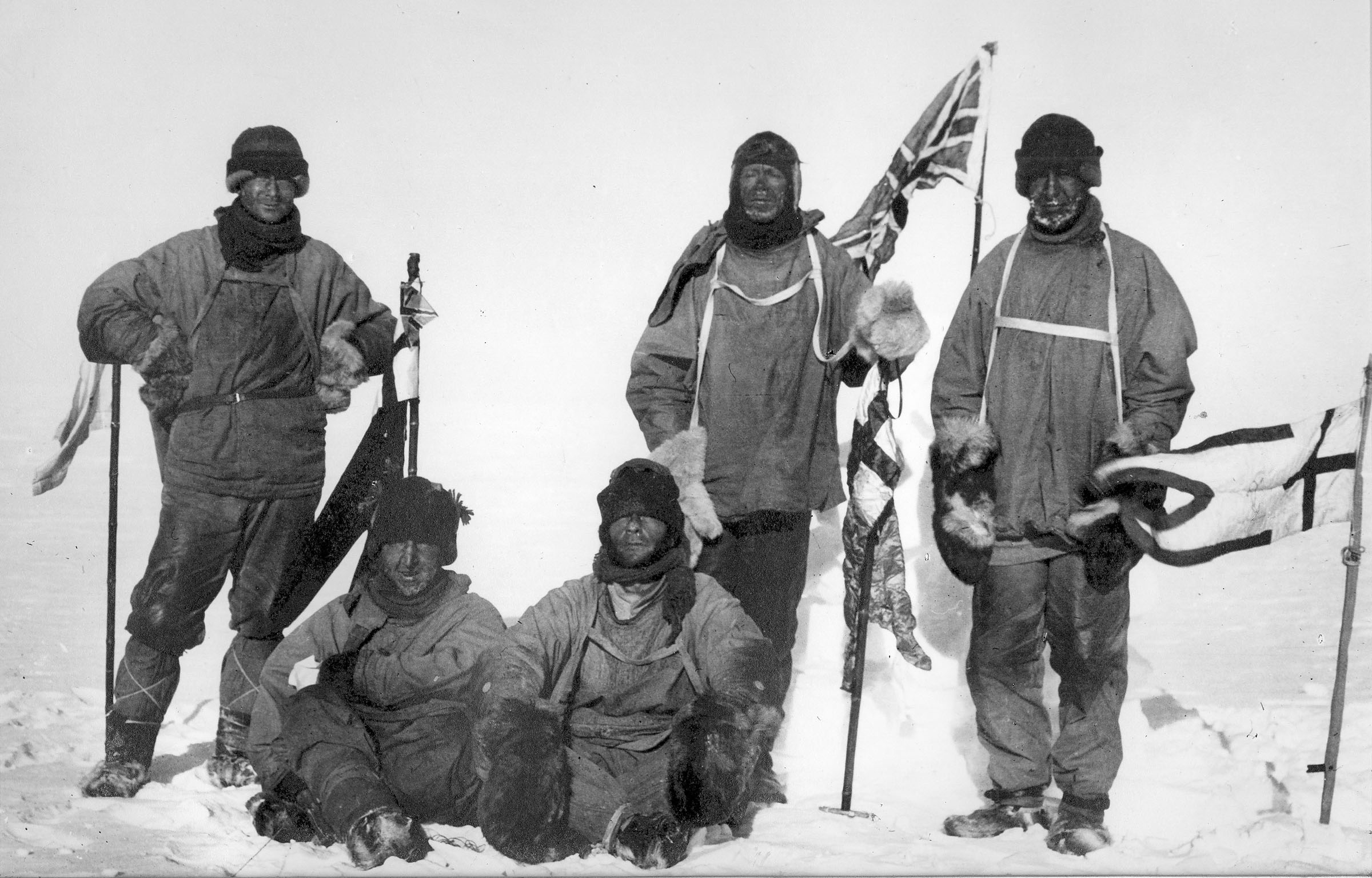
Robert Scott mit seinen Leuten am Südpol

- Untertitel: Kapitän Scott, 90. Breitengrad
- Datum: 16. Januar 1912

Gliederung
1. Der Kampf um die Erde
2. Scott
3. Universitas antarctica
4. Aufbruch zum Pol
5. Der Südpol
6. Der sechzehnte Januar
7. Der Zusammenbruch
8. Die Briefe des Sterbenden
9. Die Antwort

Der Kampf um den Südpol erzählt von Robert Scotts tragisch gescheiterter Südpol-Expedition. Als Scott am 16. Januar 1912 den Pol erreicht, muss er feststellen, dass er nur Zweiter ist. Vor ihm war schon der Norweger Roald Amundsen am Südpol. Zweig beschreibt den Mann als Sinnbild des zu spät Gekommenen und dessen tragischen Tod „in einer Menschheit, für die der erste alles ist und der zweite nichts“.

### Flucht in die Unsterblichkeit

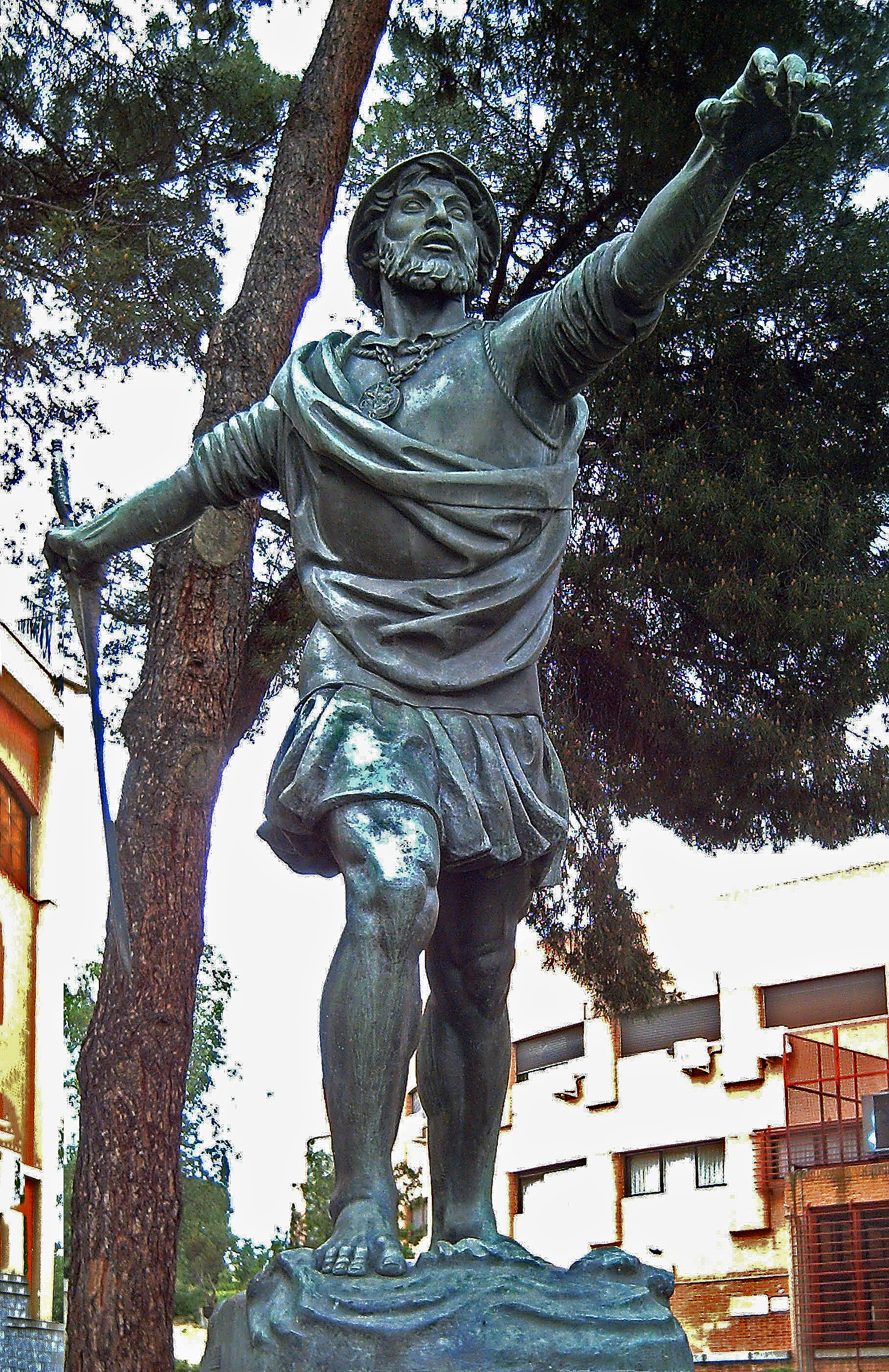
Statue Balboas in Madrid

- Untertitel: Die Entdeckung des Pazifischen Ozeans
- Datum: 25. September 1513

Gliederung
1. Ein Schiff wird ausgerüstet
2. Der Mann in der Kiste
3. Gefährlicher Aufstieg
4. Flucht in die Unsterblichkeit
5. Unvergänglicher Augenblick
6. Gold und Perlen
7. Selten gewähren die Götter…
8. Der Untergang

Flucht in die Unsterblichkeit erzählt von der „Entdeckung“ des Pazifiks durch den Abenteurer Vasco Núñez de Balboa, der über die Einheimischen von einem im Westen liegenden Ozean erfuhr. 190 Soldaten erklärten sich bereit, ihm zu folgen. Unter ihnen befand sich auch Francisco Pizarro. Nach drei Wochen waren von den 190 Soldaten nur noch 69 übrig.
Tatsächlich gelang es ihm am 25. September 1513 von einem Bergrücken in Panama eine große Wasserfläche zu erblicken. Keiner sollte ihm folgen, denn diesen ersten Blick auf den unbekannten Ozean wollte er mit keinem teilen. Er war damit der erste Europäer, der Atlantik und Pazifik gleichzeitig sah.

### Die Eroberung von Byzanz
- Datum: 29. Mai 1453

Gliederung
1. Erkenntnis der Gefahr
2. Die Messe der Versöhnung
3. Der Krieg beginnt
4. Die Mauern und die Kanonen
5. Noch einmal Hoffnung
6. Die Flotte wandert über den Berg
7. Europa, hilf!
8. Die Nacht vor dem Sturm
9. Die letzte Messe in Hagia Sophia
10. Kerkaporta, die vergessene Tür
11. Das Kreuz stürzt nieder

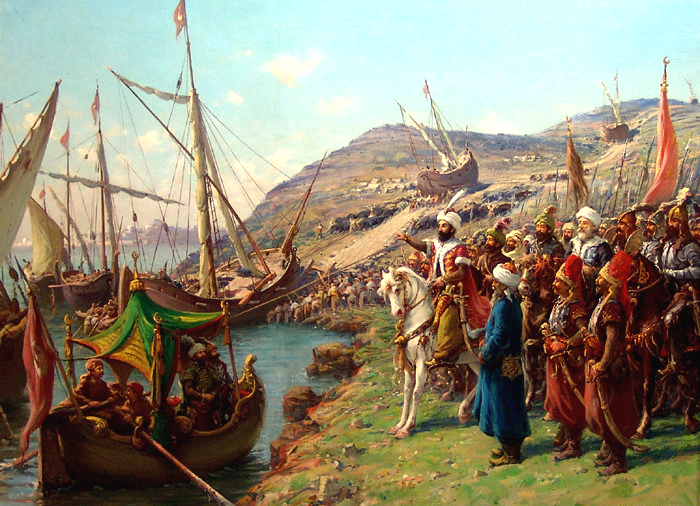
Fausto Zonaro: Mehmed II. befiehlt, die Schiffe über das Land in die Meerengen zu bringen

Die Eroberung von Byzanz erzählt von der Belagerung von Konstantinopel und Eroberung durch die Osmanen unter Sultan Mehmed II. am 29. Mai 1453, die durch eine vergessene Pforte in die Stadt eindringen konnten, die allen offenen Angriffen widerstanden hatte. Zweig gibt Resteuropa die Schuld, Byzanz im Stich gelassen zu haben.
Ob Zweigs Schilderung richtig ist, lässt sich nicht klären, denn über den Durchbruch der Janitscharen existieren verschiedene Berichte. In der christlichen Geschichtsschreibung gelangten sie über eine kleine, unverschlossene Ausfallpforte, die sogenannte Kerkoporta, in die Stadt. Osmanische Chronisten heben jedoch als Hauptgrund für den Sieg der Janitscharen deren Disziplin hervor.

### Georg Friedrich Händels Auferstehung
- Datum: 21. August 1741

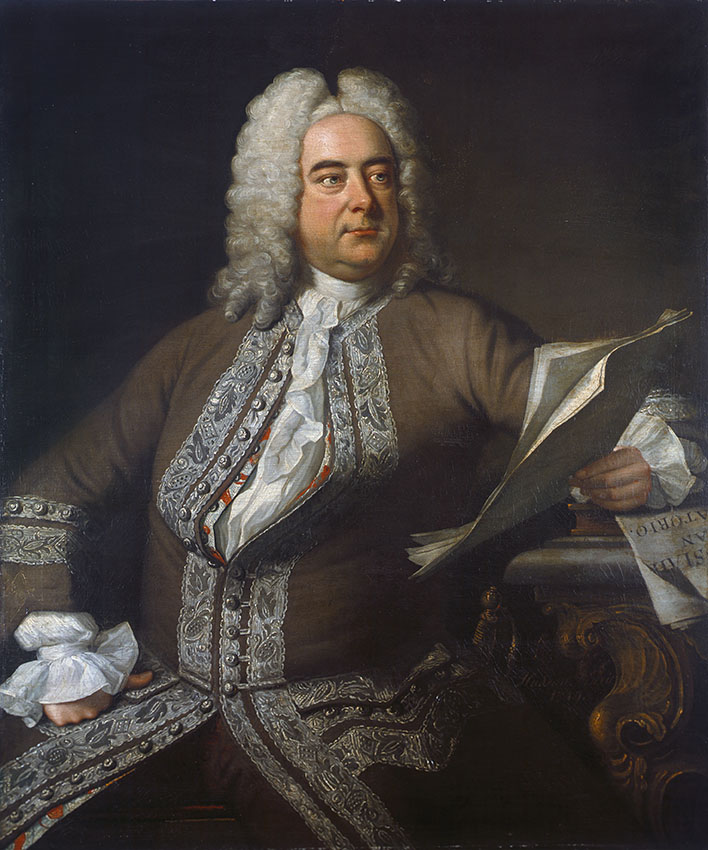
Georg Friedrich Händel

Die Miniatur Georg Friedrich Händels Auferstehung beschreibt als phantasmagorische Erzählung die Entstehung des Oratoriums Messias im August des Jahres 1741 vollkommen unhistorisch und fiktiv.
Händel war nach einem Schlaganfall so schwer erkrankt, dass ihn die Ärzte fast aufgegeben hatten. Doch er gesundete nach einer Kur in Aachen wieder und schuf – nach der Erzählung Zweigs – sein bekanntestes Werk wie in einem Rausch.
Die Idee für den Messiah ging von Charles Jennens aus, der vorher schon das Libretto für das Oratorium Saul geschrieben hatte. Händel wollte eigentlich in der Saison 1741/42 nichts unternehmen. In der Saison davor war sein letzter Versuch gescheitert, mit Imeneo und Deidamia seine italienischen Opern fortzuführen. Der berühmteste Satz des Oratoriums ist das Halleluja, das den zweiten der drei Teile beschließt.

### Das Genie einer Nacht
- Untertitel: Die Marseillaise
- Datum: 25. April 1792

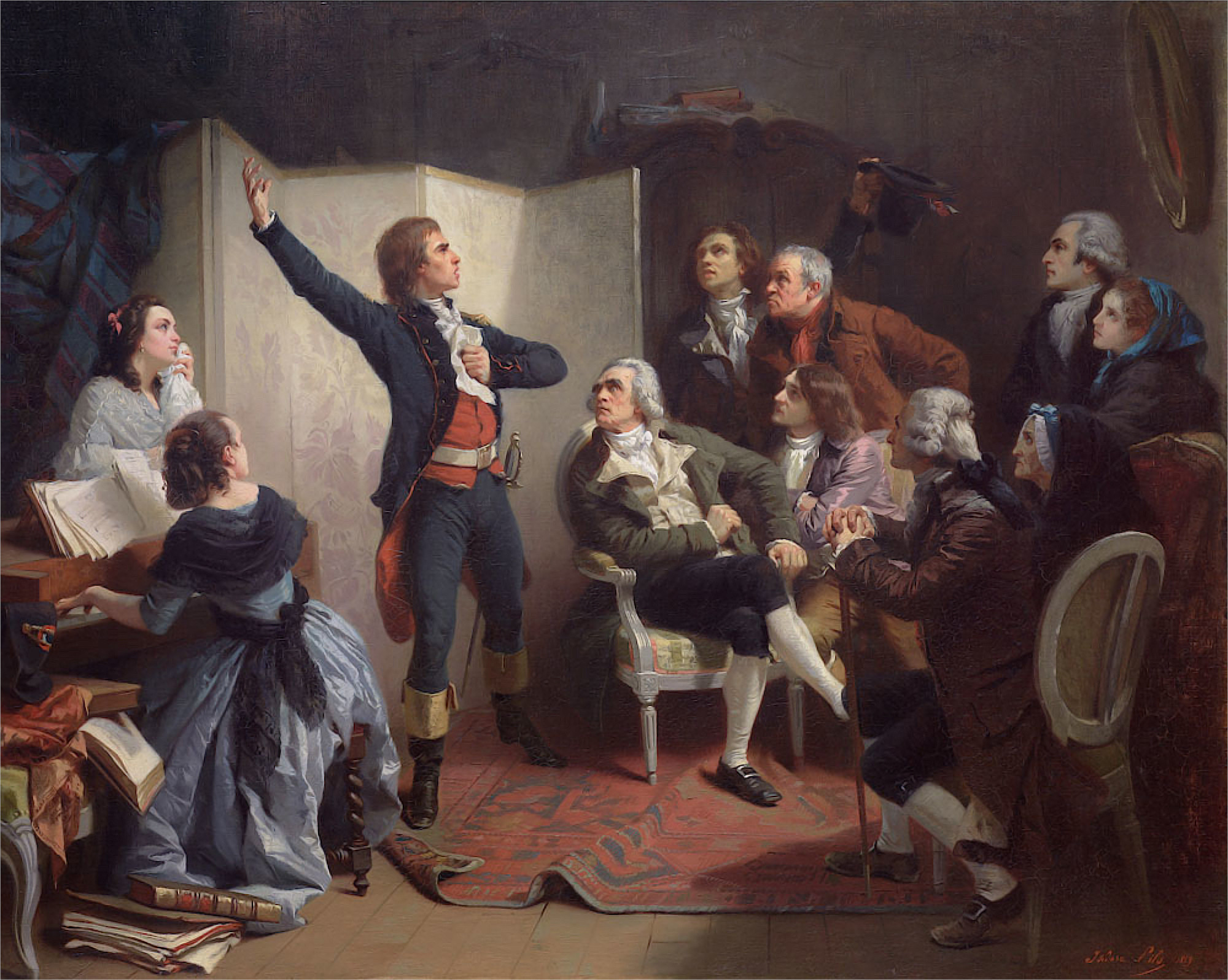
Isidore Pils: Rouget de Lisle chantant la Marseillaise

Das Genie einer Nacht ist der junge Franzose Claude Joseph Rouget de Lisle, der am 25. April 1792 die Marseillaise, die spätere französische Nationalhymne, schrieb, die dann verspätet ihren Siegeszug antrat. Rouget de Lisle dichtete und komponierte sie in der Nacht vom 25. auf den 26. April 1792 während der Kriegserklärung an Österreich im elsässischen Straßburg als Kriegslied der französischen Rheinarmee unter dem Titel Chant de guerre pour l’armée du Rhin („Kriegslied für die Rheinarmee“).
Das Lied wurde später zum Revolutionslied unter dem Namen Marseillaise, weil es von Soldaten aus Marseille beim Einzug in Paris gesungen wurde.
| Französischer Originaltext | Deutsche Übersetzung |
| --- | --- |
| Allons enfants de la Patrie, Le jour de gloire est arrivé! Contre nous de la tyrannie, L’étendard sanglant est levé. (2×) Entendez-vous dans les campagnes Mugir ces féroces soldats? Ils viennent jusque dans vos bras Egorger vos fils, vos compagnes. | Auf, Kinder des Vaterlands! Der Tag des Ruhms ist da. Gegen uns wurde der Tyrannei Blutiges Banner erhoben. (2×) Hört ihr im Land Das Brüllen der grausamen Krieger? Sie rücken uns auf den Leib, Eure Söhne, Eure Ehefrauen zu köpfen! |
| Refrain: Aux armes, citoyens, Formez vos bataillons, Marchons, marchons! Qu’un sang impur Abreuve nos sillons! (bis) | Refrain: Zu den Waffen, Bürger! Schließt die Reihen, Vorwärts, marschieren wir! Das unreine Blut tränke unserer Äcker Furchen! (wiederholen)                                                                                            |
| | |

Rouget de Lisle selbst war kein Anhänger der Revolution und verbrachte sogar aufgrund seiner royalistischen Gesinnung einige Zeit im Gefängnis.

### Das erste Wort über den Ozean
- Untertitel: Cyrus W. Field
- Datum: 28. Juli 1858

Gliederung
1. Der neue Rhythmus
2. Die Vorbereitung
3. Der erste Start
4. Missgeschick
5. Noch einmal Missgeschick
6. Die dritte Fahrt
7. Das große Hosianna
8. Das große Crucifige
9. Sechs Jahre Schweigen

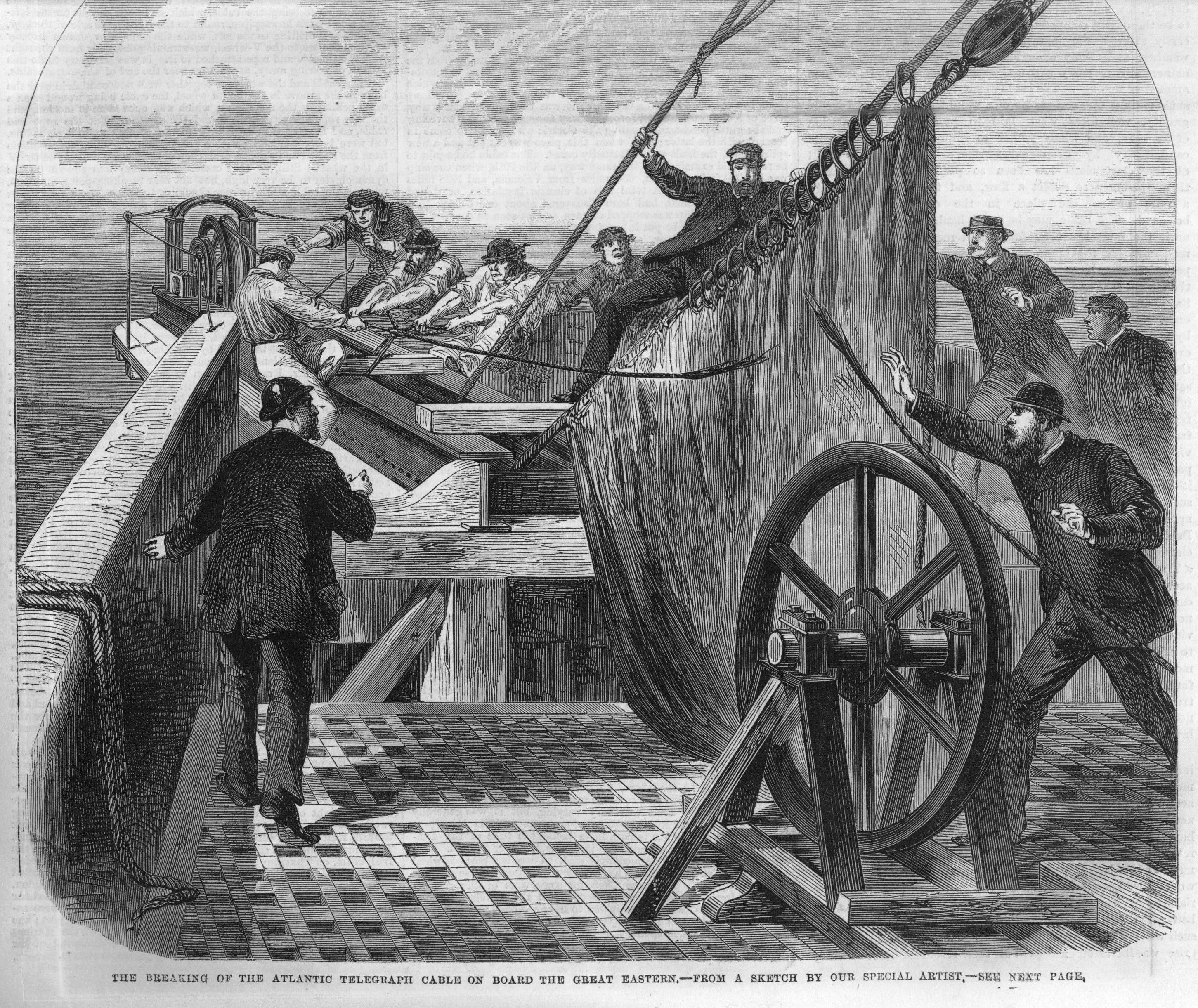
Darstellung des Kabelrisses

Das erste Wort über den Ozean wurde im August 1858 nach der Verlegung des transatlantischen Telegrafenkabels übertragen. Dies ist dem New Yorker Geschäftsmann Cyrus W. Field zu verdanken, der der Sache sein ganzes Leben widmete. Sie begann 1857 und gelang 1858 mit der Verlegung des ersten funktionsfähigen Telegrafenkabels zwischen Irland und Neufundland.
Zweig beschreibt die zahlreichen technischen Probleme. So wurde das erste fertig verlegte Kabel nach wenigen Betriebswochen unbrauchbar, wahrscheinlich auf Grund von Isolationsproblemen. Das Laden eines weiteren 4000 km langen Kabels allein nahm fünf Monate in Anspruch. Der Segeldampfer Great Eastern legte es im Jahr 1865, wobei es weitere Zwischenfälle gab. So riss das Kabel und ging verloren.

### Die Flucht zu Gott

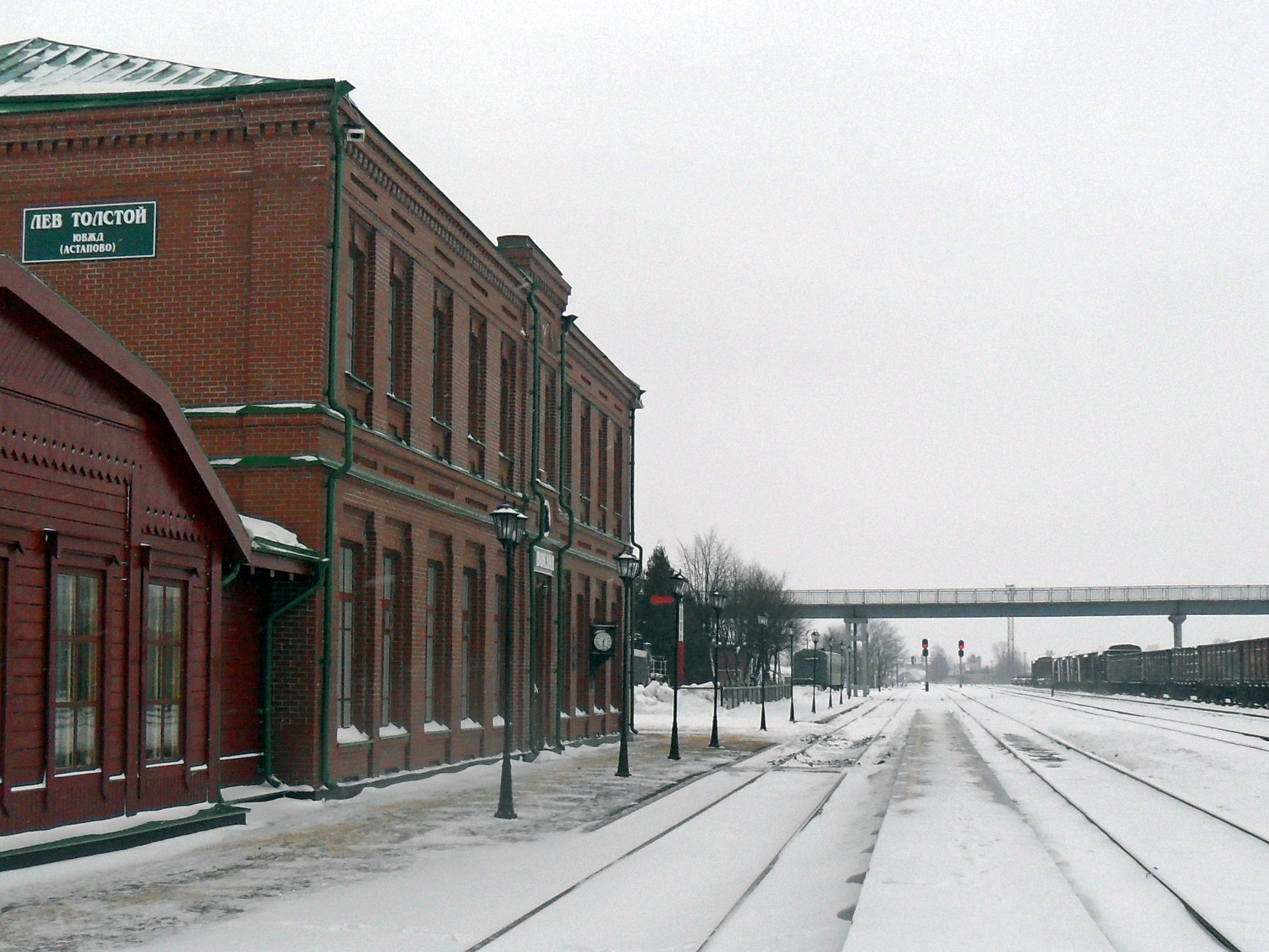
Bahnhof von Astapowo, heute Lew Tolstoi

- Untertitel: Ein Epilog zu Leo Tolstois unvollendetem Drama Und das Licht scheinet in der Finsternis
- Datum: Ende Oktober 1910

Gliederung
1. Einleitung
2. Gestalten des Epilogs
3. Erste Szene
4. Zweite Szene
5. Dritte Szene

Die Flucht zu Gott nennt Zweig seinen Epilog zu Leo Tolstois unvollendetem Drama Und das Licht scheinet in der Finsternis, in dem er Tolstois letzte Tage im Herbst des Jahres 1910 beschreibt.
Der Titel ist ein Zitat aus dem ersten Kapitel des Evangeliums nach Johannes. Dort heißt es im 5. Vers: „Und das Licht scheint in der Finsternis, und die Finsternis hat’s nicht begriffen.“
Tolstoi war sich unschlüssig, wie er den Konflikt zwischen seinem Wunsch nach Besitzlosigkeit und seinem Leben als Gutsbesitzer lösen sollte. Am 10. November 1910 brach er mit 82 Jahren auf und verließ seine Familie, um ein Leben in Askese zu führen. Doch unterwegs wurde er krank und starb in der Wohnung des Stationsvorstehers von Astapowo, Iwan Osolin (bei Zweig: Osoling).

### Der versiegelte Zug
- Untertitel: Lenin
- Datum: 3. Apriljul. / 16. April 1917greg.

Gliederung
1. Der Mann, der bei dem Flickschuster wohnt
2. Erfüllung …
3. … und Enttäuschung
4. Durch Deutschland: Ja oder nein?
5. Der Pakt
6. Der plombierte Zug
7. Das Projektil schlägt ein

Der versiegelte Zug beschreibt die Reise Lenins im plombierten Zug, in dem Lenin am 27. Märzjul. / 9. April 1917greg. die Schweiz verlässt und nach Russland reist, um in die Russische Revolution einzugreifen.
Nach der Februarrevolution 1917 kehrten Lenin und andere prominente Kommunisten mit Unterstützung der deutschen Obersten Heeresleitung aus der Schweiz über Deutschland, Schweden und Finnland nach Russland zurück. Sie fuhren in einem versiegelten Zug, der zu exterritorialem Gebiet erklärt worden war.
Die umjubelte Rückkehr Lenins nach Russland am 3. Apriljul. / 16. April 1917greg. änderte die Situation grundlegend. Sein Programm umfasste auch die sofortige Beendigung des Krieges. Zweig schreibt im letzten Abschnitt dieser Miniatur:

„Und wie Wladimir Ilitsch Ulianow jetzt heraustritt, ist der Mann, der vorgestern noch bei dem Flickschuster gewohnt, schon von Hunderten Händen gefaßt und auf ein Panzerautomobil gehoben. Scheinwerfer von den Häusern und der Festung sind auf ihn gerichtet, und von dem Panzerautomobil herab hält er seine erste Rede an das Volk. Die Straßen beben, und bald haben die »zehn Tage, die die Welt erschüttern«, begonnen. Das Geschoß hat eingeschlagen und zertrümmert ein Reich, eine Welt.“

### Cicero

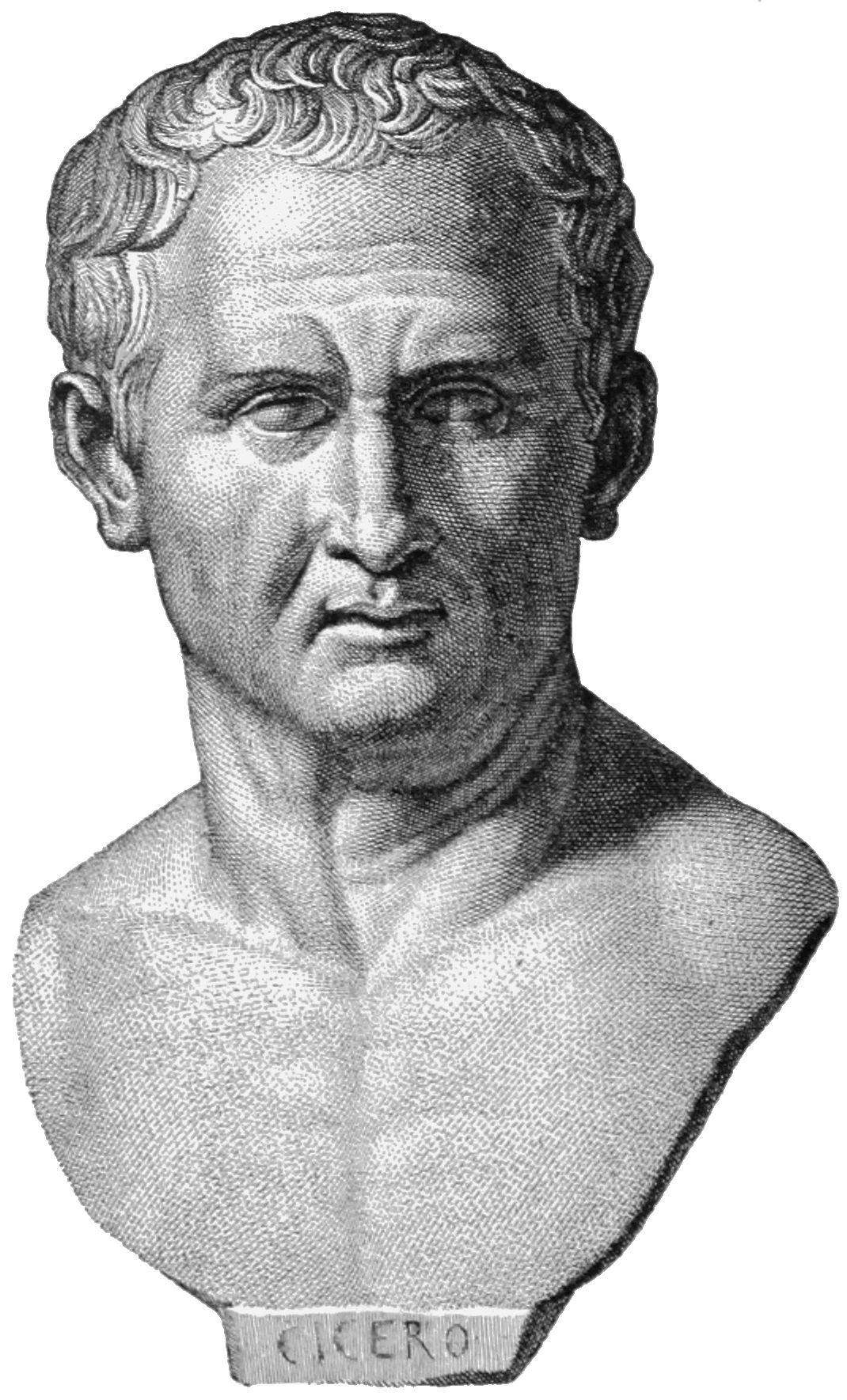
Cicero, Stich nach einem römischen Original

- Englischer Originaltitel: The Head on the Rostrum
- Datum: 43 v. Chr.

Das Kapitel beschreibt die Reaktion des Marcus Tullius Cicero auf Cäsars Ermordung und seinen Versuch, die Republik wieder zu etablieren. Cicero versucht sein humanistisches Weltbild gegen das sogenannte Zweite Triumvirat (bestehend aus Octavian, Marcus Antonius und Marcus Aemilius Lepidus) mithilfe seiner Philippischen Reden durchzusetzen. Er scheitert jedoch und wird, unter anderen von Gaius Popilius Laenas, auf seiner Flucht umgebracht.
Dieser Text über das Verhältnis der Menschen zur Diktatur hatte einen aktuellen Bezug zum Nationalsozialismus. Zweig selbst schrieb in einem Brief an den österreichischen Schriftsteller Felix Braun aus seinem Londoner Exil:

„Geschrieben habe ich nichts außer mein Tagebuch (wie im andern Kriege) und eine Sternstunde über den Tod des Cicero bereite ich ein bißchen vor: auch einer, der der Diktatur erlag, der von Ordnung träumte und auf dem Recht beharrte.“

### Wilson versagt
- Originaltitel: Wilson’s Failure
- Datum: 1919–1921

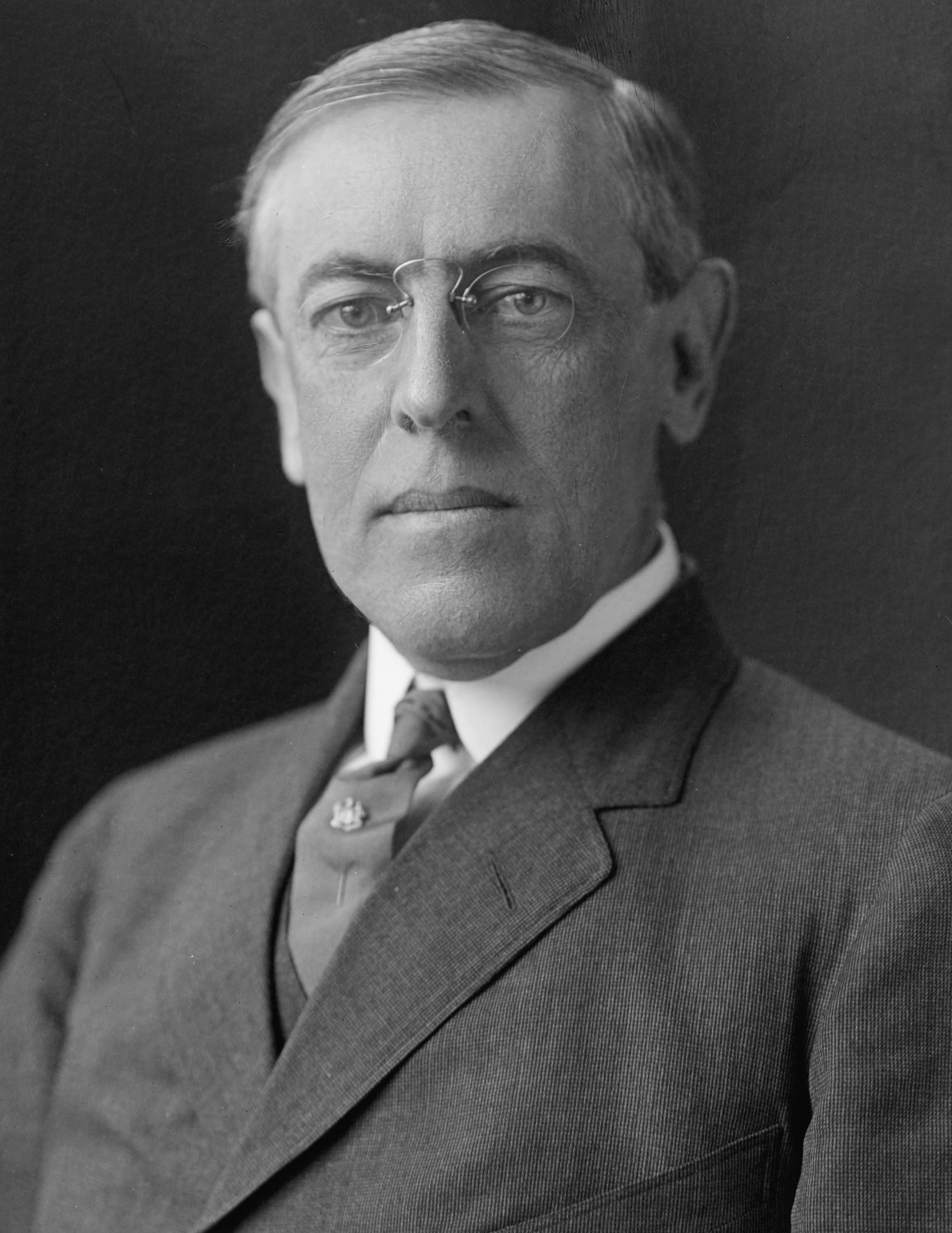
Woodrow Wilson, von 1913 bis 1921 der 28. Präsident der Vereinigten Staaten

Zweig beschreibt das Versagen des US-amerikanischen Präsidenten Woodrow Wilson, der nach dem Ersten Weltkrieg eine friedliche Weltordnung schaffen will. Wilson fuhr auf der George Washington nach Europa, begleitet von den Hoffnungen vieler Völker. Doch bei den Verhandlungen um den Friedensvertrag von Versailles wird so heftig um nationale Vorteile geschachert, dass das Versagen des Völkerbundes programmiert ist. Wilsons offene Diplomatie schien zu scheitern, als David Lloyd George sich wieder den Regierungsgeschäften in London widmete und Georges Clemenceau sich nach einem Attentat erholen und pausieren musste, wodurch sich die Verhandlungen erschwerten. Für Wilson war die Abgabe des Saargebietes an Frankreich beispielgebend für alle anderen Voraussetzungen. Seine Berater Colonel House und Robert Lansing mahnten ihn, Forderungen zu lockern und eiligst den Frieden zu schließen. Schließlich gab Wilson nach und das Saargebiet unterstand nun für fünfzehn Jahre dem Völkerbund und so wurden auch die anderen Forderungen gelockert (unter anderem die Region Fiume, welche später zum Freistaat Fiume wird).

## Ausgaben

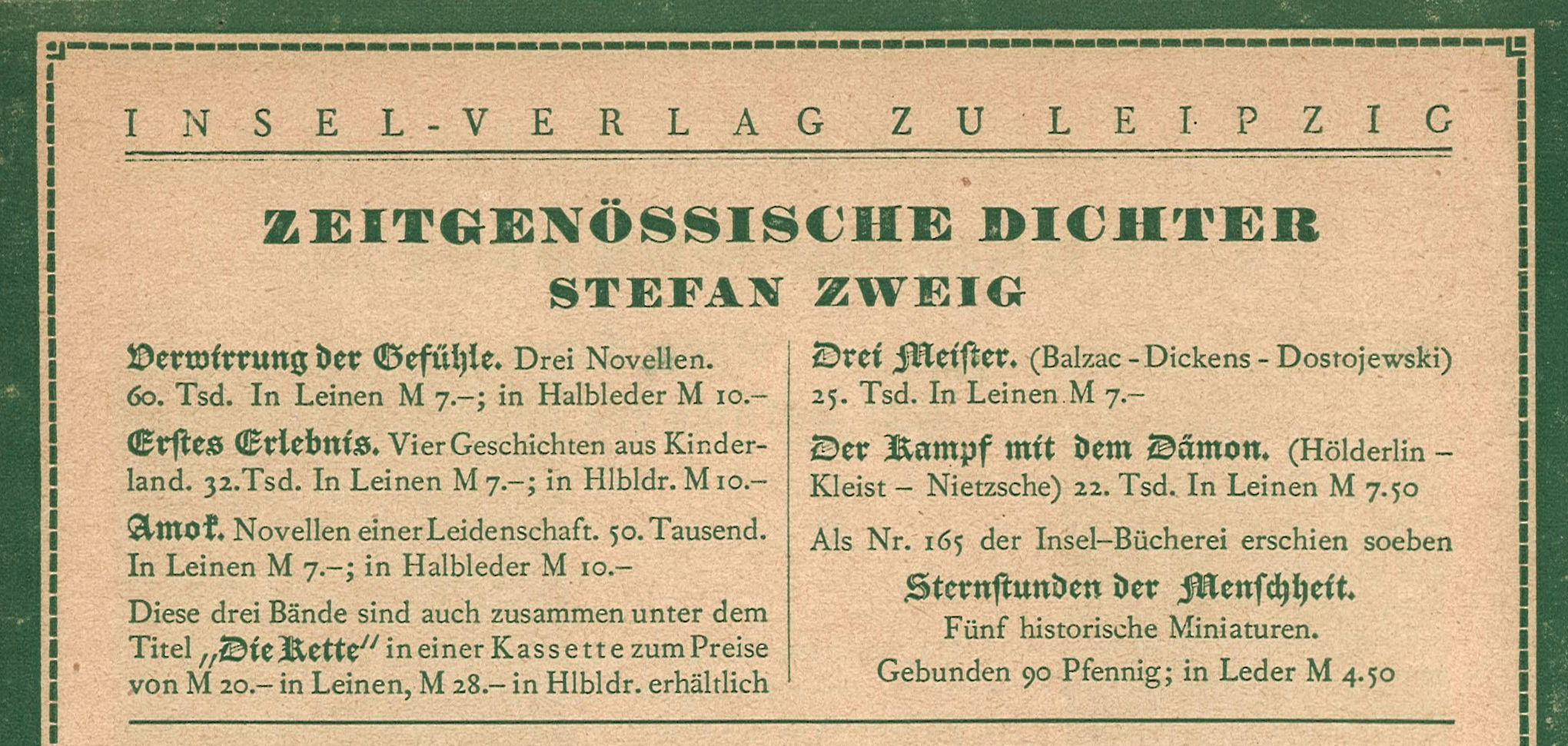
„Neue Bücher aus dem Insel Verlag zu Weihnachten 1927“, Ausschnitt mit Hinweis zur Erstausgabe von IB 165/2

### Auflagenentwicklung in der Insel-Bücherei
Bereits die vor Weihnachten 1927 zum Preis von 90 Pfennig erschienene Erstausgabe in der Insel-Bücherei (IB 165/2) wurde ein überraschend großer Erfolg. Bis zum Ende des Jahres 1928 waren 130.000 Exemplare des Insel-Buchs in sieben Auflagen verkauft. Nachdem 1935 das 320. Tausend im Insel Verlag gedruckt und der Titel noch bis zum Sommer 1935 in den Verlagsverzeichnissen gelistet war, durfte der Titel ab dem 1. März 1936 im nationalsozialistischen Deutschland wegen Zweigs jüdischer Herkunft nicht mehr verkauft werden. Stattdessen wurde die IB-Nummer 165 zum zweiten Mal, nun mit einem Kunstbändchen, neu belegt.
Nach dem Zweiten Weltkrieg konnte der Insel Verlag 1948 zunächst in Leipzig – das neu aufgebaute Wiesbadener Verlagshaus folgte ein Jahr später – mit einer Broschurausgabe wieder zum alten Titel zurückkehren. Obwohl durch die erzwungene Trennung Stefan Zweigs vom Insel Verlag aufgrund der politischen Entwicklung in Nazideutschland die Verlagsrechte nicht mehr beim Insel Verlag lagen, stimmte der Rechteinhaber nach 1945, der Verlag Bermann Fischer, einem Verbleib der in der Insel-Bücherei bis 1935 erschienenen Titel von Stefan Zweig zu. Dies war dem Rechteinhaber gerade bei diesem Titel unter wirtschaftlichen Gesichtspunkten umso leichter möglich, weil er selbst schon Ausgaben mit zwölf Miniaturen vertrieb, die aufgrund ihres größeren Umfangs für die Käufer deutlich attraktiver waren, und somit die Ausgabe der Insel-Bücherei keine erhebliche Konkurrenz auf dem Buchmarkt darstellte.
Das Leipziger Verlagshaus in der DDR ließ 1952 das Vorwort Zweigs weg und ersetzte nach nur einer weiteren Auflage im Jahr 1953 die Sternstunden in der Insel-Bücherei erst 1975 wieder durch den ursprünglichen Reihentitel von Friedrich Schiller aus dem Jahre 1915.
Im Wiesbadener (ab 1960: Frankfurter) Verlagshaus erreichte der ununterbrochen verlegte Band dagegen 2008 die 51. Auflage, wobei die Auflagenzahlen nur bis 1991 (702. Tausend) im Buch angegeben sind. Es folgte 2012 anlässlich des 100. Reihengeburtstags ein Jubiläumsband mit der abweichenden IB-Nummer 1362 in 4 Tsd. Exemplaren (736. Tsd. der Gesamtauflage) und schließlich 2023 noch die 56. Auflage (741. Tsd.) wieder als IB 165/2A.

### Ausgaben in den Verlagen Bermann Fischer und Fischer Taschenbuch
Postum erschien 1943 erstmals die Fassung der Sternstunden mit zwölf Miniaturen im Bermann Fischer Verlag, Stockholm. Nachdem bereits 1940 in einer englischen Ausgabe eine Fassung mit 14 Miniaturen erschienen war, enthielten die Ausgaben des Fischer Taschenbuch Verlags ab 1964 dieselbe Anzahl.

### Ausgaben nach Ablauf der urheberrechtlichen Schutzfrist
Ab 2013 erschienen verstärkt Ausgaben der 14 historischen Miniaturen von verschiedenen anderen Verlagen, da die urheberrechtliche Schutzfrist der Werke von Stefan Zweig, der 1942 verstarb, mit Ablauf des Jahres 2012 ausgelaufen war. Aber auch der Insel Verlag selbst als ursprünglicher Verlag der Sternstunden ist nun mit der großen Ausgabe auf dem Buchmarkt präsent, hält aber gleichwohl die traditionsreiche kleine Ausgabe in der Insel-Bücherei lieferbar.

## Rezeption

### Schullektüre
Heute gilt das Buch als klassische Schullektüre und ist neben der Schachnovelle das am meisten im Unterricht besprochene Buch Zweigs:
„Seinen Ruhm aber hat dieses Buch vor allem begründet, weil diese Darstellung nun schon Generationen zu einem wirklichen, fast unmittelbaren Verständnis für Geschichte, der politischen ebenso wie der der Entdeckungen und der künstlerischen Leistungen, verholfen hat.“

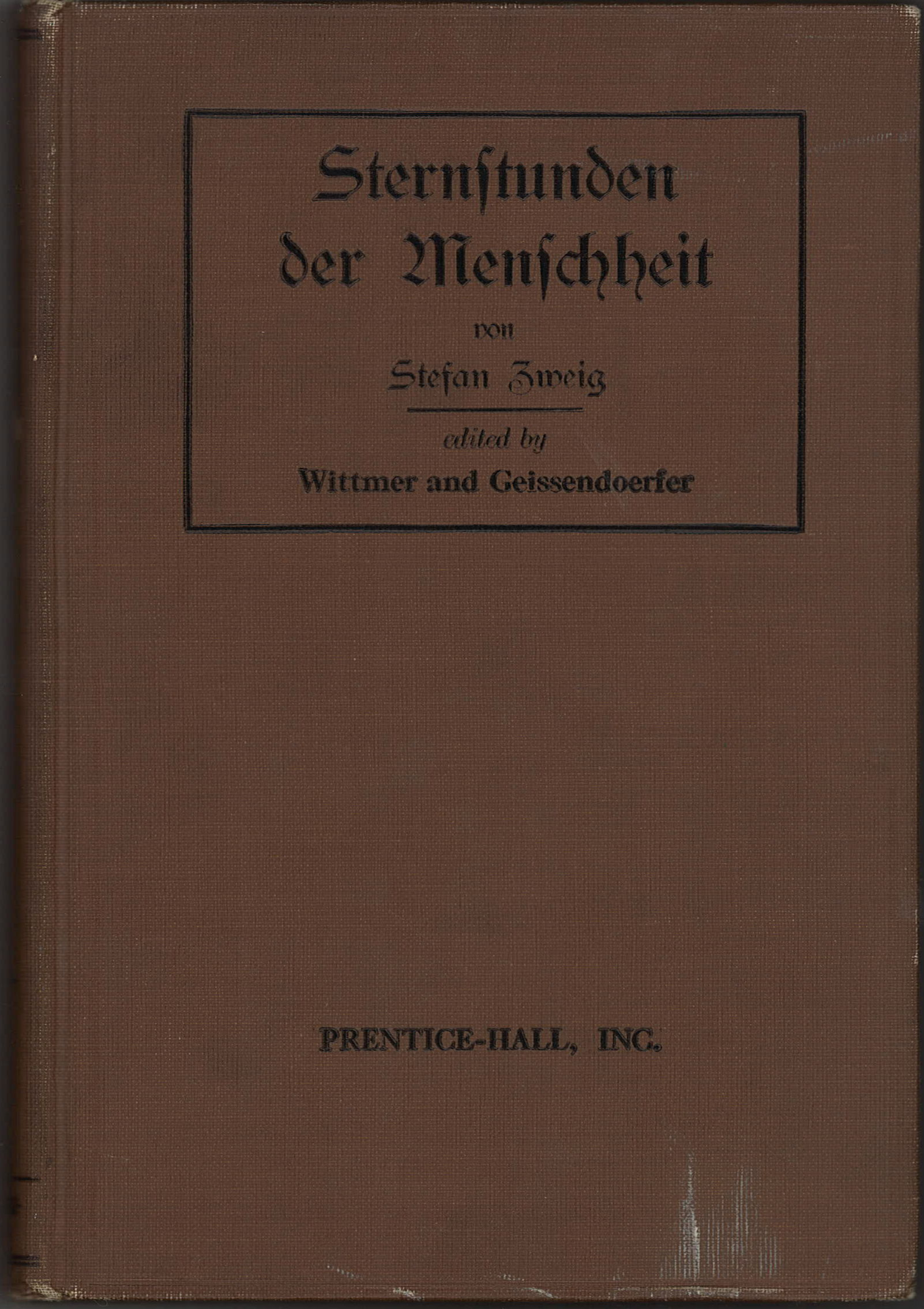
Ausgabe von 1931 für US-amerikanische Germanistikstudenten (Prentice-Hall, New York, C.)

### Verwendung zum Sprachenerlernen
Die Sternstunden dienten Englischsprachigen als Lektüre für das Erlernen der deutschen Sprache. Bereits 1930 (Reprint: 1938) erschien ein von dem österreichischen Literaturkritiker Robert Pick herausgegebener Auszug (3 von 5 Miniaturen der Erstausgabe: Waterloo, Eldorado und Südpol) im Londoner Verlag G[eorge] Bell & Sons, bereichert mit Anmerkungen zum Text und Literaturquellen und einem Wörterverzeichnis als Ausgabe für Germanistik-Studenten. Für den Band, dem eine Einleitung Picks mit einer Würdigung des Werks von Zweig vorangeht, verfasste auch der Autor selbst ein neues, kurzes Vorwort, das er der geistigen Verbindung aller Nationen miteinander widmete; beide Texte sind ebenso wie die Anmerkungen (soweit diese nicht übersetzte Wörter und Wendungen betreffen) in Deutsch. Auf dem Einband ist als Reverenz an Robert F. Scott ein Skifahrer in einer flachen Schneelandschaft abgebildet.
Für US-amerikanische Germanistikstudenten an Colleges folgte 1931 beim New Yorker Verlag Prentice Hall eine vollständige Ausgabe, die von den Sprachwissenschaftlern Felix Wittmer, mit dem Stefan Zweig bis 1937 im Briefwechsel stand, und Theodore Geissendoerfer besorgt wurde. Auch diese war wieder mit einer Vorbemerkung und Anmerkungen (hier beide in Englisch) und Vokabeln sowie der Marienbader Elegie als Appendix versehen. Zusätzlich schmückten als Frontispiz ein Foto Zweigs von F. X. Setzer und 5 Holzschnitte  den Band; außerdem waren eine kurze Einführung zu Person und Werk von Stefan Zweig sowie ein Fragenkatalog in deutscher Sprache zur Überprüfung des Textverständnisses des Lesers beigegeben.

### Vorbild des Buchtitels für ähnliche Ausgaben
Der Titel wurde zum Vorbild für viele andere Bücher mit einem ähnlichen, inhaltlichen Konzept, darunter:
- Bernhard Maier: Sternstunden der Religion: Von Augustinus bis Zarathustra
- Otto A. Böhmer: Sternstunden der Philosophie: Von Platon bis Heidegger
- Thomas Bührke: Sternstunden der Physik: Von Galilei bis Heisenberg sowie Newtons Apfel: Sternstunden der Physik – Von Galilei bis Lise Meitner
- Susanna Partsch: Sternstunden der Kunst: Von Nofretete bis Andy Warhol
- Alexander Demandt: Sternstunden der Geschichte: Von Babylon bis Berlin
- Rocko Schamoni: Sternstunden der Bedeutungslosigkeit
- Jost-Hinrich Eschenburg: Sternstunden der Mathematik

Das Konzept, „schicksalsträchtige Stunden“ zu thematisieren, wurde später u. a. Vorbild für
- Reinhard Wegerth: Als es geschah

## Kritik
Kritisiert wird, dass das Scheitern eines Menschen in einem entscheidenden Moment zur Sternstunde hochstilisiert wird (z. B. Grouchy, Sutter und Scott). Der Schriftsteller Arnold Bauer schreibt dazu in seiner Zweig-Biografie:

„Aber Stefan Zweig sucht die sensationelle ‚Enthüllung‘. Bislang kaum beachtete Einzelheiten rangieren vordergründig.“

Einige Quellen begründen Zweifel an Zweigs Wiedergabe der historischen Gegebenheiten, weil er zum Beispiel bei der Eroberung von Konstantinopel eine nicht eindeutig gesicherte Version vom vergessenen Tor Kerkaporta erzählt.
Gelobt wird aber Zweigs eindringliche Sprache, die Geschichte lebendig und nacherlebbar macht, wenn auch Zweig manchmal zu enthusiastisch schreibt. Arnold Bauer schreibt dazu:

„Stefan Zweig war mitunter von seiner eigenen Begeisterung ergriffen. Das offenbart sich sprachlich besonders in den Sternstunden in der Wahl von Superlativen und superlativischen Begriffen. Mitunter scheint die höchste Steigerungsform zum bewußten Stilmittel erhoben.“

## Ausgaben
- Sternstunden der Menschheit. Fünf historische Miniaturen. Insel Verlag, Leipzig 1927.
- Sternstunden der Menschheit. Zwölf historische Miniaturen. Bermann-Fischer Verlag, Stockholm 1943.
- Sternstunden der Menschheit. Zwölf historische Miniaturen. S. Fischers Bibliothek im Suhrkamp Verlag vormals S. Fischer, Berlin und Frankfurt am Main 1949.[16]
- Sternstunden der Menschheit. Vierzehn historische Miniaturen. Fischer Taschenbuch Verlag, Frankfurt am Main 1964, ISBN 3-596-20595-6.